# Imadegawa Sanenao
Imadegawa Sanenao (今出川 実直, [1342 - 1396] Erro: {{japonês}}: texto da transliteração contém caractere não latino (pos 11) (ajuda)) foi um kuge (nobre da corte japonesa) do Período Nanboku-chō e início do Período Muromachi da história do Japão. Seu pai foi Sanetada e quando este morreu foi adotado por seu irmão mais velho Kinnao. Foi o quarto líder do ramo Imadegawa do Clã Fujiwara.
Em 1337, Sanenao entra na Corte durante o reinado do Imperador Go-Daigo com a classificação de Jugoi (funcionário da Corte de quinto escalão júnior). Neste mesmo ano foi nomeado Jijū (moço de câmara) e logo em seguida promovido a shōgoi (funcionário de quinto escalão pleno).
Em 1343 durante o governo do Imperador Go-Murakami, Sanenao é classificado como Jushii (quarto escalão inferior) e nomeado Sashōshō (Sub-comandante da ala esquerda) do Konoefu (Guarda do Palácio). No anos seguinte foi nomeado Bingo kai (governador da província de Bingo), e em 1345 nomeado Sachūjō (Comandante da ala esquerda). Em 1346 Sanenao é classificado como Seishii (funcionário de quarto escalão pleno).
Em 1349 durante o reinado do Imperador Go-Kōgon foi classificado como Jusanmi (funcionário de terceiro escalão júnior), e nomeado Suō Gonmori (vice-governador da Província de Suō). Depois disso foi nomeado Sangi, Chūnagon, Dainagon, Chefe do Naikyōbō (Escritório de Entretenimento Musical), Sakonoe no taisho (Comandante-geral da ala esquerda da guarda do palácio).
Em 1395 durante o reinado do Imperador Go-Komatsu foi nomeado Udaijin sem ter sido antes Naidaijin. No ano seguinte, renuncia ao cargo do governo, mas será classificado como Shōichii (primeiro escalão pleno).
Em maio de 1396 seu irmão mais velho e pai adotivo Kinnao morre repentinamente sem herdeiros. Sanenao então se torna o líder do ramo, mas pouco tempo depois veio a falecer também. Desta forma seu filho Kimiyuki acabou o sucedendo como líder do Ramo.

| Precedido por Imadegawa Kinnao | -- 4º Líder dos Imadegawa Fujiwara (1395-1396) | Sucedido por Imadegawa Kimiyuki  |
| Precedido por Imadegawa Kinnao | 148º Udaijin (1395)                            | Sucedido por Kasannoin Michisada |